# Simona Waltertová
Simona Waltertová (* 13. prosince 2000 Chur, Graubünden) je švýcarská profesionální tenistka. Ve své dosavadní kariéře na okruhu WTA Tour vyhrála jeden deblový turnaj. V rámci okruhu ITF získala sedm titulů ve dvouhře a čtyři ve čtyřhře.
Na žebříčku WTA byla ve dvouhře nejvýše klasifikována v červnu 2023 na 107. místě a ve čtyřhře v březnu 2022 na 180. místě.
Ve švýcarském týmu Billie Jean King Cupu debutovala v roce 2022 utkáním ve skupině finálového turnaje proti Kanadě, v němž s Teichmannovou prohrály čtyřhru proti Dabrowské a Fernandezové. Švýcarky přesto zvítězily 2:1 na zápasy a následně poprvé celou soutěž vyhrály. Do roku 2024 v soutěži nastoupila ke dvěma mezistátnímu utkáním s bilancí 0–0 ve dvouhře a 0–2 ve čtyřhře.

## Tenisová kariéra

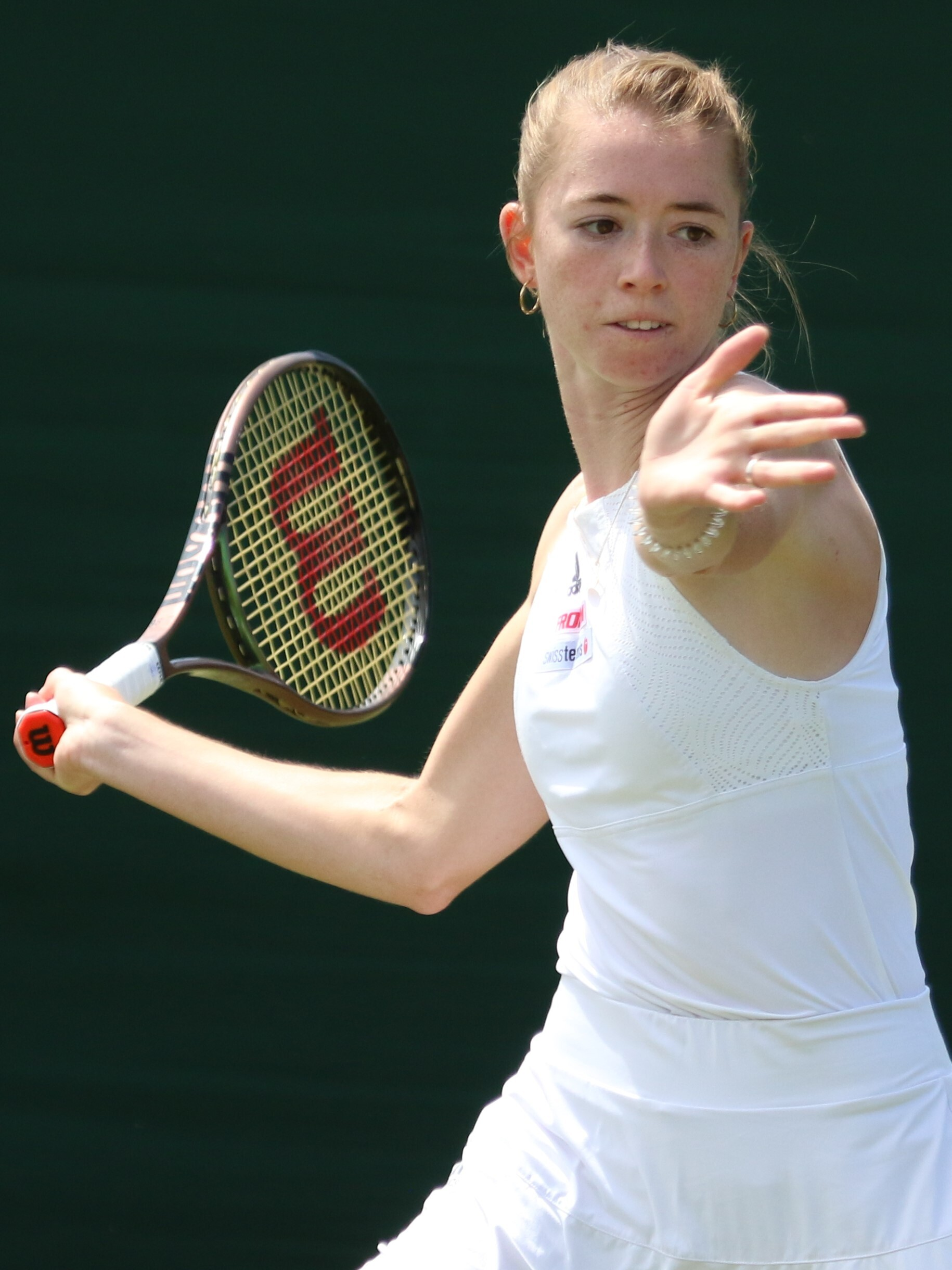
Forhend v kvalifikaci Wimbledonu 2022

V juniorském tenise si zahrála semifinále Wimbledonu 2017, v němž nestačila na Američanku Ann Liovou. Na juniorském kombinovaném žebříčku ITF nejvýše figurovala v lednu 2018 na 9. místě.
V rámci okruhu ITF se poprvé zúčastnila turnaje v Chiassu během dubna 2016, dotovaného 25 tisíci dolary. Na divokou kartu v úvodním kole podlehla egyptské kvalifikantce Sandře Samirové z páté stovky žebříčku.
Na okruhu WTA Tour debutovala v 18 letech červencovým Ladies Open Lausanne 2019 po udělení divoké karty do singlové i deblové soutěže. Jako členka šesté světové stovky na úvod dvouhry vyřadila dvacátou pátou hráčku klasifikace a nejvýše nasazenou Julii Görgesovou, která v rozhodující sadě utkání skrečovala pro zraněné zápěstí. Poté nestačila na krajanku Jil Teichmannovou z konce první světové stovky.
Premiérové finále na túře WTA proměnila v titul, když s krajankou Susan Bandecchiovou ovládly čtyřhru Ladies Open Lausanne 2021, v níž startovaly na divokou kartu. Ve finále zdolaly norsko-řeckou dvojici Ulrikke Eikeriová a Valentini Grammatikopoulou po odvrácení osmi z jedenácti brejkbolů. Bodový zisk jí posunul na nové žebříčkové maximum ve čtyřhře, 207. pozici. Na Ladies Open Lausanne 2022 pak poprvé v kariéře porazila členku elitní světové desítky,  americkou světovou sedmičku Danielle Collinsovou, která v tiebreaku rozhodující sady neproměnila tři mečboly. Přes Španělku Bucșovou následně postoupila poprvé do čtvrtfinále, v němž nestačila na srbskou kvalifikantku Olgu Danilovićovou až prohranou zkrácenou hrou rozhodujícího setu. Ve vydání žebříčku jí po skončení premiérově patřilo 136. místo.
V hlavní soutěži grandslamu debutovala singlem French Open 2023 po zvládnuté tříkolové kvalifikaci, v jejímž závěru si poradila s Francouzkou Elsou Jacquemotovou. Na úvod pařížské dvouhry přehrála Američanku Elizabeth Mandlikovou, než ji zastavila světová čtyřiačtyřicítka Elisabetta Cocciarettová z Itálie. Z předchozích šesti grandslamových kvalifikací od Wimbledonu 2021 do Australian Open 2023 do hlavní soutěže ani jednou nepostoupila. V prvním kole Wimbledonu 2023 nenašla  recept na třicátou třetí hráčku klasifikace Marii Bouzkovou.

## Finále na okruhu WTA Tour
| Legenda                  |
| ------------------------ |
| D – dvouhra; Č – čtyřhra |
| Grand Slam (0)           |
| Turnaj mistryň (0)       |
| WTA 1000 (0)             |
| WTA 500 (0)              |
| WTA 250 (1–0 Č)          |

### Čtyřhra: 1 (1–0)
| Stav    | č. | datum         | turnaj              | kategorie | povrch | spoluhráčka        | soupeřky ve finále                           | výsledek              |
| ------- | -- | ------------- | ------------------- | --------- | ------ | ------------------ | -------------------------------------------- | --------------------- |
| Vítězka | 1. | červenec 2021 | Lausanne, Švýcarsko | WTA 250   | antuka | Susan Bandecchiová | Ulrikke Eikeriová Valentini Grammatikopoulou | 6–3, 6–7(3–7), [10–5] |

## Finále série WTA 125
| Legenda                  |
| ------------------------ |
| D – dvouhra; Č – čtyřhra |
| WTA 125 (0–1 Č)          |

### Čtyřhra: 1 (0–1)
| Stav       | č. | datum     | turnaj              | povrch | spoluhráčka            | soupeřky ve finále                 | výsledek         |
| ---------- | -- | --------- | ------------------- | ------ | ---------------------- | ---------------------------------- | ---------------- |
| Finalistka | 1. | září 2024 | Montreux, Švýcarsko | antuka | María Lourdes Carléová | Quinn Gleasonová Ingrid Martinsová | 3–6, 6–4, [7–10] |

## Tituly na okruhu ITF
| Legenda         | Legenda         |
| --------------- | --------------- |
| Turnaje W100    | Turnaje W80     |
| Turnaje W75/W60 | Turnaje W50     |
| Turnaje W35/W25 | Turnaje W15/W10 |

### Dvouhra (7 titulů)
| Č. | datum         | turnaj                      | kategorie | povrch    | poražená finalistka       | výsledek        |
| -- | ------------- | --------------------------- | --------- | --------- | ------------------------- | --------------- |
| 1. | březen 2018   | Mâcon, Francie              | W15       | tvrdý (h) | Tess Sugnauová            | 6–4, 3–6, 6–3   |
| 2. | prosinec 2018 | Ortisei, Itálie             | W15       | tvrdý (h) | Joanna Garlandová         | 6–4, 6–2        |
| 3. | únor 2019     | Šarm aš-Šajch               | W15       | tvrdý     | Oona Orpanová             | 6–1, 6–3        |
| 4. | duben 2019    | Káhira, Egypt               | W15       | antuka    | Melanie Klaffnerová       | 7–6(8–6), 7–5   |
| 5. | leden 2021    | Manacor, Španělsko          | W15       | antuka    | Yvonne Cavallé Reimersová | 6–2, 7–6(7–4)   |
| 6. | červenec 2022 | Amstelveen, Nizozemsko      | W60       | antuka    | Emma Navarrová            | 7–6(12–10), 6–0 |
| 7. | říjen 2024    | Glasgow, Spojené království | W75       | tvrdý (h) | Mariam Bolkvadzeová       | 6–4, 6–2        |

### Čtyřhra (4 tituly)
| Č. | datum       | turnaj                         | kategorie | povrch | spoluhráčka            | poražené finalistky                     | výsledek         |
| -- | ----------- | ------------------------------ | --------- | ------ | ---------------------- | --------------------------------------- | ---------------- |
| 1. | duben 2019  | Káhira, Egypt                  | W15       | antuka | Despina Papamichailová | Majar Šarífová Rana Šaríf Ahmedová      | 6–3, 6–2         |
| 2. | květen 2019 | Káhira, Egypt                  | W15       | antuka | Alica Rusová           | Seone Mendezová Charlotte Römerová      | 7–5, 0–6, [10–6] |
| 3. | září 2019   | Verbie, Švýcarsko              | W25       | antuka | Xenia Knollová         | İpek Soyluová Kathinka von Deichmannová | 6–4, 6–3         |
| 4. | srpen 2022  | Bronx, New York, Spojené státy | W60       | tvrdý  | Anna Blinkovová        | Han Na-lae Hiroko Kuwatová              | 6–3, 6–3         |